# Black Widowers
Black Widowers ou Viúvos Negros é uma sociedade de amigos fictícia que é o pano de fundo de uma série de contos de mistérios e de enigmas escrita por Isaac Asimov.
Sendo descrito pelo próprio Asimov, em Puzzles of the Black Widowers , a Viúvos Negros é inspirada na sociedade real Trap-Door Spiders e seus seis integrantes baseados em amigos e membros da citada sociedade.

## Membros
- Emmanuel Rubin (Lester del Rey)
- Geoffrey Avalon (L. Sprague de Camp)
- Roger Halsted (Don Bensen)
- Mario Gonzalo (Lin Carter)
- Thomas Trumbull (Gilbert Cant)
- James Drake (John D. Clark)
- Henry

## Obras
- Tales of the Black Widowers (1974)
- More Tales of the Black Widowers (1976)
- Casebook of the Black Widowers (1980)
- Banquets of the Black Widowers (1984)
- Puzzles of the Black Widowers (1990)
- Return of the Black Widowers (2003) coletânea de histórias da época da morte de Asimov, com contribuições adicionais de Charles Ardai e Harlan Ellison